# ساکورای، نارا
ساکورای در استان نارا در کشور ژاپن واقع شده‌است  که دارای جمعیت ۶۰٬۶۹۹ نفر و مساحت ۹۸٫۹۲ کیلومتر مربع با تراکم جمعیت ۶۱۴  نفر در کیلومترمربع است و در تاریخ ۱ سپتامبر ۱۹۵۶ به عنوان شهر شناخته شد.